# モホス

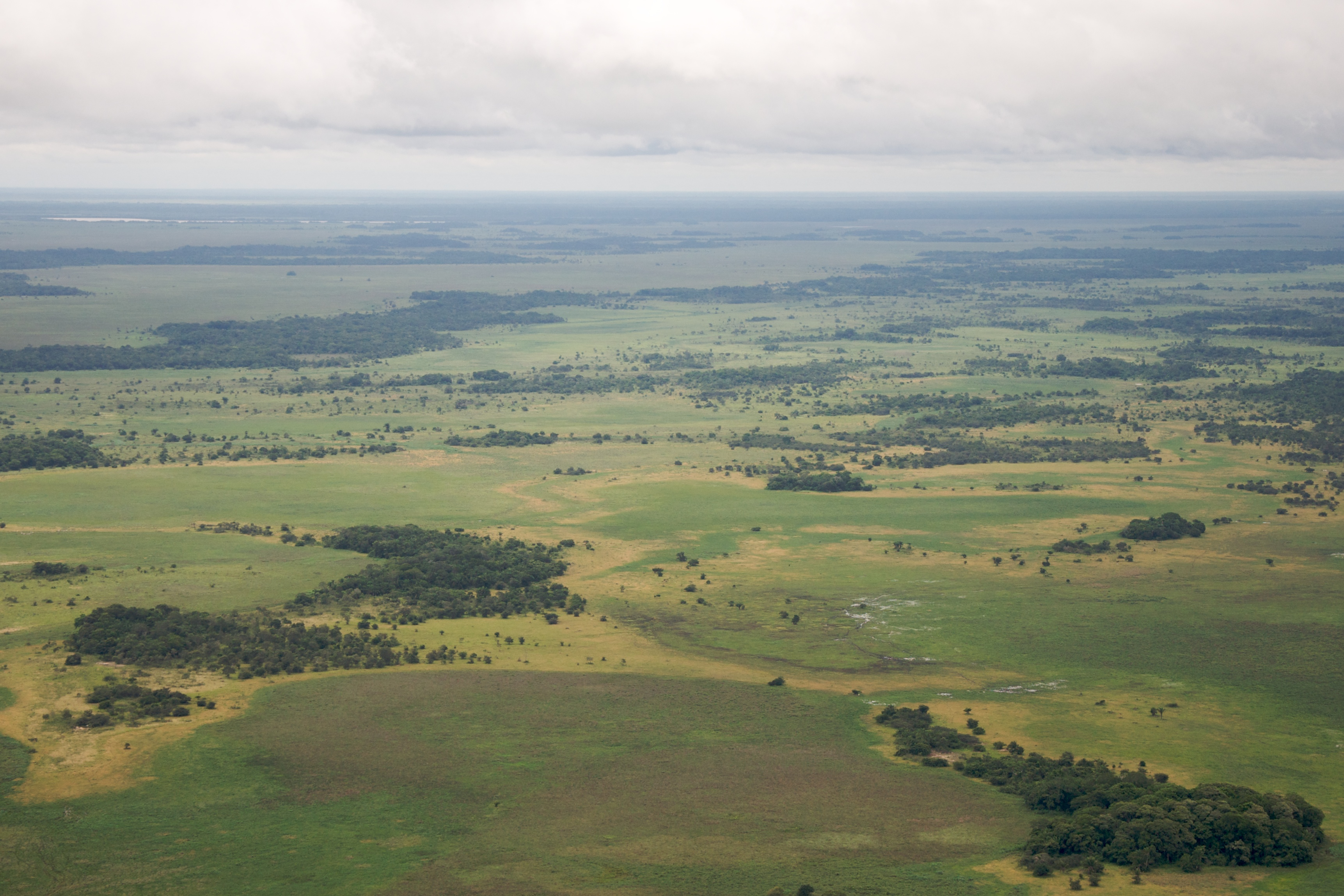
モホス

リャノス・デ・モホス（あるいは単にモホス、スペイン語: LLanos de Moxos / LLanos de Mojos、MoxosあるいはMojosは複数形表現）とは、ボリビア共和国、アマゾン地域のベニ県にある、先スペイン期に構築された盛畑、土手道、水路、丘などからなる広大な畑地帯である。この壮大な景色は、昨今、全体としてひとつの景観考古学としてとらえていこうという研究も行われている（Erickson など）。
リャノス・デ・モホスにはアマゾン川水系のベニ川、マモレ川などの大きな川が流れ、沖積平野が広がる。一帯にクロカイマン、パラグアイカイマン、コビトカイマン、シンジュトビ、ミサゴ、アメリカムナグロ、コシジロウズラシギ、ナンベイヒメウ、マキバシギ、アマサギ、オオカワウソ、ミズオポッサム、オオアルマジロ、ペルークロクモザル、ボリビアカワイルカなどの動物が生息しており、ブランコ川、マトス川およびヤタ川流域はそれぞれラムサール条約登録地である。
リャノス・デ・モホスのうち、80%はサバンナや牧草地帯で、93,000平方キロメートルあるという。残りの20%は、川やセルバ（アマゾン熱帯雨林）、湖などからなるという（Denevan 1966）。乾季と雨季の繰り返しによって、浸水したり土地が乾いたりし、表土は粘土質層及びシルト層からなる貧栄養土のサバンナ地帯が多くを占めるが、その下のより有機物の多い層を掘って盛り土するなどの耕地化、灌排水溝の整備により、過去には大規模な耕作が行われていたことが確認されている。この広大な田園地帯が構築された年代は、紀元前後ころからスペイン人による征服ころまでと言われている。多くの湖が水深2メートル・四角形で2つ1組になるように作られており、人工的に作られた魚の養殖池だとも言われている。近年の実験では、水深2メートルにすると太陽の光による水面の熱と池底の冷水が上手く循環でき、また池を2つにすることで、ホテイアオイを一面に浮かべた池（水温を下げ、プランクトンを増殖）と何も無い池（水温を高くし、魚の成長を促進）を水路で繋ぐ事により、安定的に魚の供給が出来ると言う。
考古学的遺構が集中するのは、県都トリニダード周辺およびマモレ川周辺（Víctor Bustosによれば20000ヶ所の遺跡があるという）、およびリャノス・デ・モホスの北部でペルー共和国に近いLa Esperanza周辺という（Erickson 1980）。

## 研究史
古くから海外の調査隊による試掘や表面調査、現地ボリビアの考古学者による試掘などが行われてきたが、昨今では、アメリカやドイツによって長期にわたって調査が行われてきた。
学術的な調査としては、Erland Nordeskiöld（1913、1917、1924）、Stig Rydén（1942、1964）らの基礎的な試掘に始まり、Wanda Hanke（1957）、Heinz Kelm（1953）、G.Plafker（1963）、William Denevan（1966、1980）、Víctor Bustos（1976、1978）、Clark Erickson（1980）、Dougherty y Calandra（1981、1981-82、1984-85、1985）、Jorge Arellano（1984）、Arnold y Kenneth（1988）、Heiko Pruemers（1995、1996、1997）、Kenethe Lee（1999）、Marcos Michel（1995）、Max Portugal Ortiz（2000）、Clark Erickson（1995、2000、2001）、Jorge Arellano（2002）らの調査がある（成果発表時代順に名姓順であえて表記）。Ericksonは、一時期ティティカカ湖沿岸のワル・ワルの調査を行うため、ベニを離れるものの、90年代半ば以降再びベニに戻り調査を行った（Ewickson 1995、2000、2001）。